# TPN 25
TPN 25 – polska grupa muzyczna z Warszawy, działająca w obecnej formie od roku 1994, wykonująca punk rock przepełniony bardzo absurdalnym, czasem wulgarnym poczuciem humoru.
Liderem i założycielem grupy jest Dr Yry, muzyk, będący jednocześnie autorem projektu muzycznego El Doopa. TPN 25 współpracuje z Zespołem Filmowym "Skurcz".
Nazwa zespołu została wzięta od napisów na włazach studzienek ściekowych, a jeden z największych przebojów grupy nosi tytuł Kanały. Cover tego utworu, zatytułowany  Canalos, znalazł się na płycie A pudle? zespołu El Doopa oraz promującym ją singlu Natalia w Brooklynie. Utwór ten został wykorzystany także przez zespół Kult na singlu Dziewczyna bez zęba na przedzie, gdzie został wpleciony, jako refren, w jedną z wersji tytułowej piosenki (Dziewczyna bez zęba na przedzie – wersja z wielką oratyngą "Poszłem w kanały").
Już 13 września możesz być świadkiem Plenerowego Pożegnania polskich Sex Pistols 

## Skład
- Krzysztof „Dr Yry” Radzimski – gitara, wokal
- Marcin „Rudy” Rudowski – gitara basowa, wokal
- Bartosz Walaszek – perkusja (do 2008)
- Patryk Szerle – perkusja, gitara (od 2008)
- z zespołem występowali gościnnie również tacy muzycy jak: Kazik Staszewski, Mirosław Jędras, Jarosław Ważny, Andrzej Izdebski

## Dyskografia
- Słabo? (MC 1998, CD 1999)
- Bracia (ok. 2000 – wydawnictwo internetowe)
- Inne wydawnictwa:
  - Espe Rekordino prezentatione Sztany Zjednoczone (płyta dołączona do magazynu Brum nr 4 z 1999; utwór Kanały)[3]
  - "Niezależne, krutkie filmy muzyczne" S.P. Records (zwane niekiedy teledyskami, lub o, zgrozo didełoklipami) (S.P. Records 2002, teledysk do utworu ŸŸŸ)